# Widenmayerstraße 25/25a

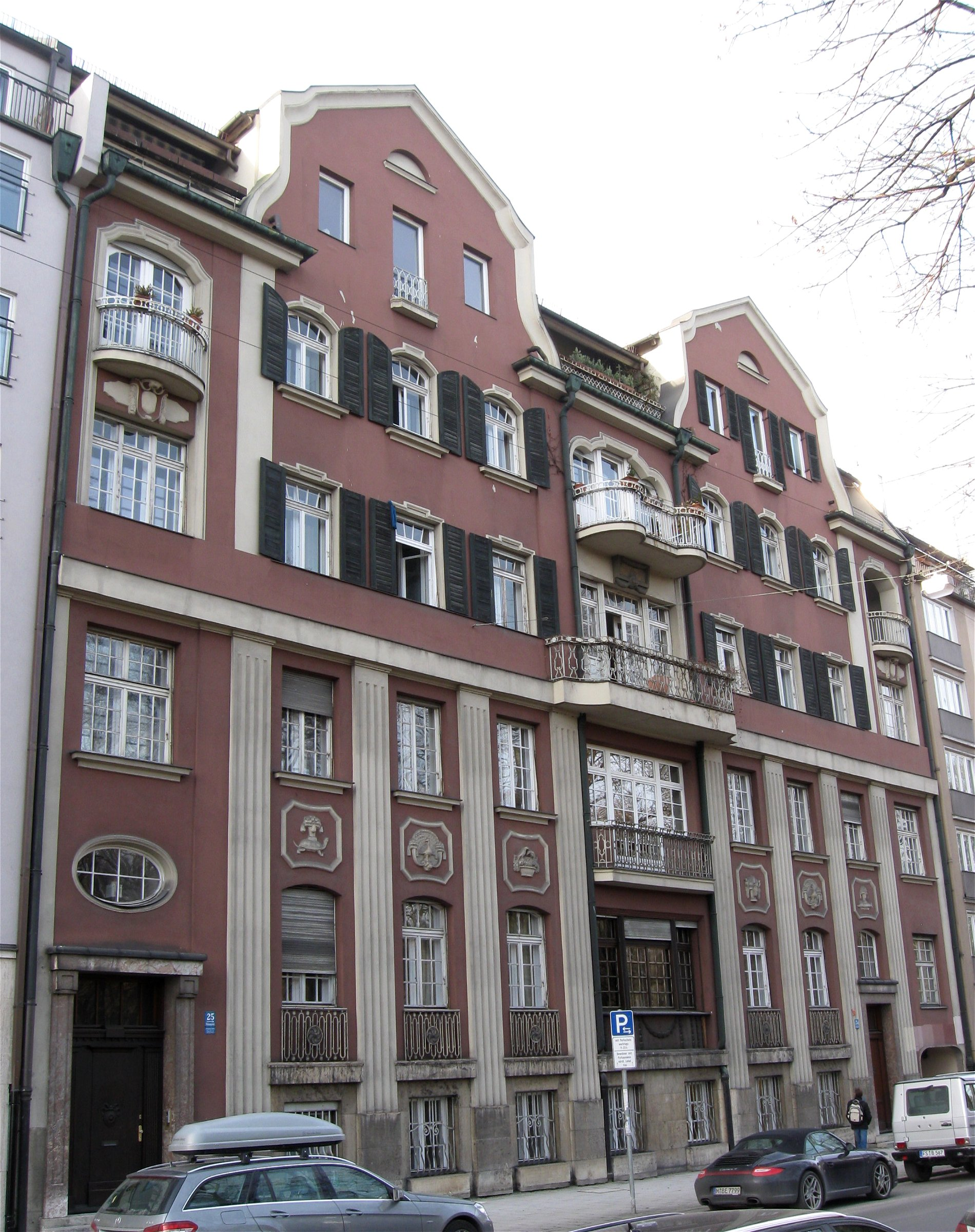
Widenmayerstraße 25/25a

Das Gebäude Widenmayerstraße 25/25a ist ein Mietshaus in München. Es wurde in 1911 von Emanuel von Seidl erbaut und ist als Baudenkmal in die Bayerische Denkmalliste eingetragen.

## Lage
Das Gebäude liegt in der Mitte der Widenmayerstraße im Münchner Stadtteil Lehel links der Isar nördlich der Luitpoldbrücke. Es ist Bestandteil des denkmalgeschützten Ensembles Widenmayerstraße. Da die Widenmayerstraße nur einseitig bebaut ist, werden die Häuser auf dieser Seite fortlaufend durchgezählt. Nr. 25/25a liegt also zwischen Widenmayerstraße 24 und Widenmayerstraße 26 und bildet mit diesen zusammen einen einheitlichen Gebäudekomplex.

## Besonderheiten
Als eines der wenigen Doppelhäuser an der Widenmayerstraße ist es in einer Kombination von Neoklassizismus mit Jugendstil-Elementen gestaltet, die symmetrische Straßenfassade wird durch Lisenen gegliedert und ragt mit zwei Zwerchhäusern in das hohe Dach hinein.
Die prägende Symmetrie der Straßenfassade wird im Inneren des Doppelhauses nicht fortgesetzt, wo die Architektur durch sehr heterogene Strukturen gekennzeichnet ist. An den südlichen Teil des Gebäudes schließt ein Rückflügel an, der funktional als Wirtschafts- und Personalbereich von den restlichen Räumen des Vorderhauses getrennt war. Diese Trennung ist jedoch durch die Umbaumaßnahmen im Jahr 1969 aufgehoben worden.

## Nutzung
Die bekanntesten Nutzer des Gebäudes sind das Konsulat der Republik Indonesien sowie die IP-Firma Franke & Partner.